# Francesc de Junyent i de Vergós
Francesc de Junyent i de Vergós   (Barcelona, 1662 - Barcelona, 1735) fou un noble català.

## Biografia
Fill de Francesc de Junyent i de Marimon, primer marquès de Castellmeià, i d'Anna de Vergós i de Bellafilla, era cunyat del primer marquès de Castellbell, Josep d'Amat de Planella i Despalau que, com ell, fou fundador, el 1700, de l'Acadèmia dels Desconfiats.
Entre 1696 i 1699 fou oïdor de comptes de la Generalitat de Catalunya. El 1705, davant del triomf austriacista fugí de Barcelona i, posteriorment, lluità a favor de Felip V d'Espanya durant el setge de Barcelona, incorporat a l'exèrcit del duc de Berwick, entrant a la ciutat l'11 de setembre de 1714. A partir de la victòria borbònica exercí càrrecs administratius, com el de regidor de Barcelona, entre 1718 i 1735. El 1716 passà a correspondre-li el marquesat de Castellmeià.